# Мороло Скало (Фрозиноне)
Мороло Скало је насеље у Италији у округу Фрозиноне, региону Лацио.
Према процени из 2011. у насељу је живело 20 становника. Насеље се налази на надморској висини од 157 м.